# Князь (пьеса)
Князь (азерб. Knyaz), известная также как «Дели Князь» — трагедия в пяти действиях азербайджанского писателя и драматурга Гусейна Джавида, написанная в 1929 году. Известна как мелодрама в стихах.
Произведение повествует о революции в Грузии и крахе эмиграции.
Пьеса была поставлена на сцене тюркского (азербайджанского) художественного театра в сезоне 1929/30 годов режиссёром Александром Тугановым и в сезоне 1930/31 годов режиссёром Юсиф Юлдузом. 
В обеих постановках главные роли в «Князе» исполняли такие артисты как Аббас Мирза Шарифзаде, Рза Дараблы (первый исполнитель роли Князя), Рза Тахмасиб, Ульви Раджаб, Марзия Давудова, Ева Оленская, Исмаил Идаятзаде, Памфилия Танаилиди и др.
Впервые произведение было опубликовано в 1963 году в Баку издательством «Азернешр». 